# Emmeke Henschen
Emmeke Henschen (26 april 2003) is een Nederlands voetbalspeelster. Ze komt voor PSV uit in de Vrouwen Eredivisie. In het seizoen 2021/22 was ze aanvoerder bij VV Alkmaar, evenals bij Oranje O19.

## Statistieken
| Seizoen | Club       | Land      | Competitie         | Wedstrijden | Doelpunten |
| ------- | ---------- | --------- | ------------------ | ----------- | ---------- |
| 2020/21 | VV Alkmaar | Nederland | Vrouwen Eredivisie | 20          | 3          |
| 2021/22 | VV Alkmaar | Nederland | Vrouwen Eredivisie | 14          | 3          |
| 2022/23 | PSV        | Nederland | Vrouwen Eredivisie | 9           | 0          |
| 2023/24 | PSV        | Nederland | Vrouwen Eredivisie | 1           | 0          |
| 2024/25 | PSV        | Nederland | Vrouwen Eredivisie | 0           | 0          |
| 2025/26 | PSV        | Nederland | Vrouwen Eredivisie | 0           | 0          |
| Totaal  | Totaal     | Totaal    | Totaal             | 44          | 6          |

Laatste update: 19 augustus 2025
1 Evrard ·
2 Thrige ·
3 Hendriks ·
5 Bross ·
6 Folkertsma ·
10 Ripa ·
11 Jansen ·
14 Strik ·
16 Alkemade ·
17 Jacobs ·
20 Nijstad ·
21 Lacroix ·
23 Kemper-Moorrees ·
24 Henschen ·
25 Frijns ·
26 Biegel Esteves ·
27 Xhemaili ·
29 Kalma ·
Haentjens ·
Nouwen ·
Rijsbergen ·
Coach: Ten Berge
· Assistent-coach: Van Dael